# Sana güvenmiyorum
Sana güvenmiyorum è un singolo del gruppo musicale turco Dedublüman e della cantante turca Aleyna Tilki, pubblicato il 1º novembre 2024.

## Video musicale
Il video, diretto da Mehmet Can Damatoğlu, è stato reso disponibile in concomitanza con l'uscita del brano attraverso il canale YouTube del gruppo.

## Tracce
Testi di Seden Koçer e Aykut Gürel, musiche di Aykut Gürel.
1. Sana güvenmiyorum – 3:24

## Formazione
- Mustafa Yavuz – voce, chitarra, tamburo yaylı, arrangiamento
- Aleyna Tilki – voce
- Çağrı Çelik – clarinetto
- Besim Talı – oud
- Hazar Altın – tastiere
- Kıvanç Kumlu – basso
- Kurthan Sarpkaya – tamburo
- Alen Konakoğlu – mastering, missaggio

## Successo commerciale
Sana güvenmiyorum ha esordito direttamente in vetta alla Turkey Songs di Billboard, segnando la seconda numero uno del gruppo dopo Belki (2022) e la prima di Tilki dalla pubblicazione della classifica. Ha poi conservato il primo posto per tre mesi (12 settimane di fila), diventando in questo modo la hit più longeva in Turchia in tre anni e infrangendo il primato precedentemente detenuto da Antidepresan (2022) di Mert Demir e Mabel Matiz, che trascorse undici settimane non consecutive in prima posizione.
Sana güvenmiyorum ha inoltre reso Aleyna Tilki l'artista femminile col maggior numero di settimane accumulate e consecutive al vertice della graduatoria di Billboard, superando Zeynep Bastık (10; quattro settimane con Ara e sei con Lan). Lo stesso brano è quello di una donna turca con più settimane al primo posto della classifica settimanale nazionale di Spotify di sempre (12).

## Classifiche
| Classifica (2024) | Posizione massima |
| ----------------- | ----------------- |
| Turchia           | 1                 |